# Autobahn Hegang-Dalian
Die Autobahn Hegang-Dalian oder Heda-Autobahn (chinesisch 鹤大高速公路, Pinyin Hèdà gāosù gōnglù, englisch Heda Expressway), chin. Abk. G11, ist eine Autobahn im Nordosten Chinas, die von der Stadt Hegang in der Provinz Heilongjiang zur Küstenmetropole Dalian in Liaoning verläuft. Die Autobahn wird nach Fertigstellung eine Länge von 1.474 km erreichen. Die Autobahn ist die östlichste Nord-Süd-Autobahn in China und verläuft unweit der Grenzen zu Russland und Nordkorea sowie entlang der Nordküste des Gelben Meeres. Weite Strecken sind noch nicht in Betrieb, vor allem in der Provinz Jilin.